# Klondike-i aranyláz

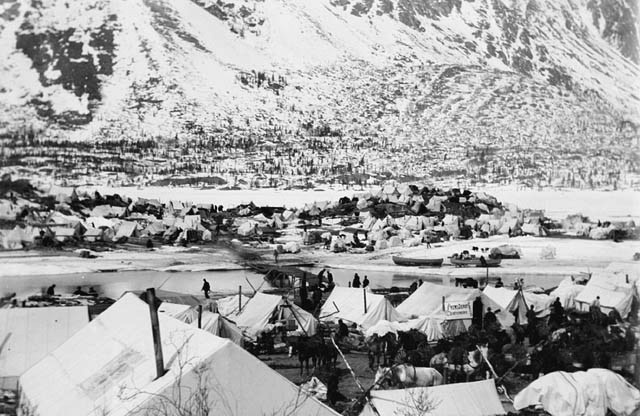
Az aranyásók sátorvárosa a Klondike torkolatánál

A klondike-i aranyláz 1897-ben tört ki a kanadai Yukon terület Dawson City nevű városának közelében, az alaszkai határ mellett.

## Történet
1896 augusztusában a tagish (az atapaszkák egyik csoportja) származású Skookum Jim Mason (szül. Keish) unokatestvérével Dawson (Tagish) Charlie-val és unokaöccsével, Patsy Hendersonnal a Yukon terület déli határától pár kilométerre lévő Carcrossból észak felé tartott a Yukon folyó mentén, testvérét, Kate-et és annak férje George Carmackot keresve. A Klondike folyó torkolatánál találkoztak velük, valamint egy új-skóciai származású aranyásóval, Robert Hendersonnal, aki a Klondike-tól délre lévő Indian folyó mentén kutatott, de felhagyott vele, mert nem akart az indiánok közelében lenni. A csoport követte a Klondike folyását egészen a Rabbit (ma: Bonanza) patakig, ahol jávorszarvasra akartak vadászni.
1896. augusztus 16-án gazdag aranylerakódásra bukkantak a Rabbit patakban: valószínűleg maga Skookum Jim fedezte fel, de egyes források szerint Kate Carmack. A területet hivatalosan George Carmack nevére foglalták le, mivel tartani lehetett attól, hogy egy indián által bejelentett igényt nem fogadnak el, a környék bányászai pedig nem tartanak tiszteletben.
A lelet híre gyorsan terjedt a Yukon völgyében, és az addig a Fortymile és a Stewart folyóknál dolgozó aranyásók voltak az elsők, akik területekhez jutottak a Bonanza, az Eldorado és a Hunker patakok mentén. Henderson, aki mindössze néhány mérföldnyire, a hegy másik oldalán dolgozott, már csak akkor értesült az aranyról, amikor a jó helyek mind elfogytak.
A sikerrel járt aranyásók első csoportja 1897. július 17-én érkezett meg Seattle-be; a szerencsét próbálók rohama egy hónapon belül megkezdődött. 1898-ban a klondike-i terület lakossága 40 ezerre ugrott, a megnövekedett populációt éhínség fenyegette.
Az aranyásók többsége az alaszkai Dyea kikötőjéből indulva a Chilkoot-hágón keresztül, szintén jelentős részük pedig a 15 km-re lévő Skagwayből indulva a White-hágón át jutott el a már kanadai területen fekvő Bennett-tóhoz. Itt csónakokat építettek, melyekkel 800 kilométert kellett megtenniük a Yukonon. 1899-ben elkészült a „White Pass and Yukon” vasútvonal első szakasza Skagway és a Bennett-tó között, így Dyea forgalma csökkent – bár ekkorra már a roham legnagyobb hullámai is alábbhagytak.

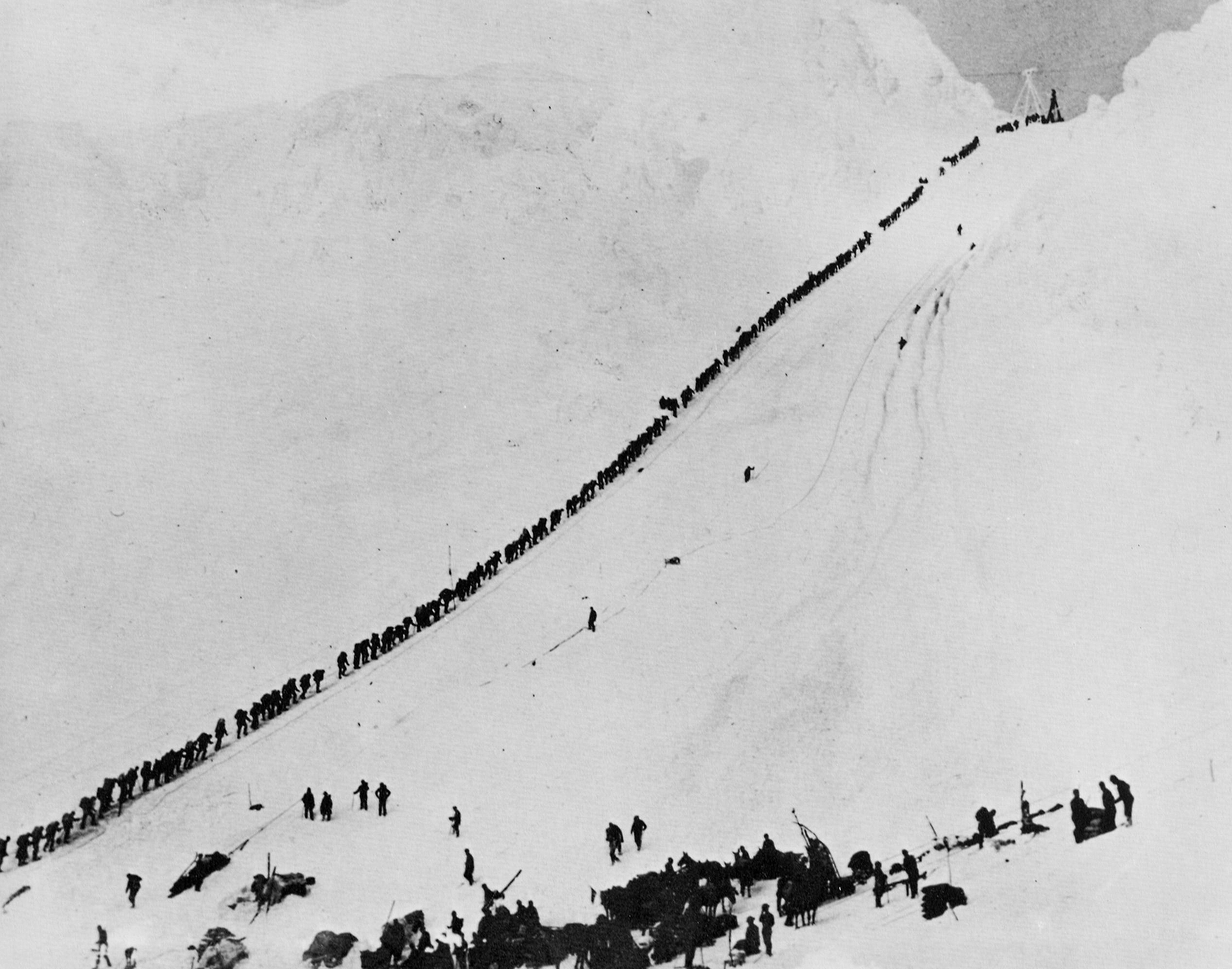
A híres – Chaplin Aranylázából is ismert – kép a Chilkoot-hágón átkelő aranyásókról

A meredek és veszélyes Chilkoot-hágóra felkapaszkodó ösvény 800 méterén 300 méteres szintkülönbséget kellett leküzdeni. A hegyoldal málhás állatok számára járhatatlanul meredek, így minden csomagot emberi erővel kellett feljuttatni a kanadai határőrállomásig. A hegymászást a jégbe vájt 1500 lépcsőfok könnyítette valamelyest.
A White-hágó alacsonyabb, de nehezebben járható volt: a Halott Lovak Ösvényének nevezték, mivel mintegy háromezer állat pusztult el rajta.
További útvonalak vezettek a Copper folyó völgyében; a Stikine folyó és a Teslin-tó mentén; és két kizárólag kanadai területen haladó ösvény is volt az Ashcroft és az Edmonton.

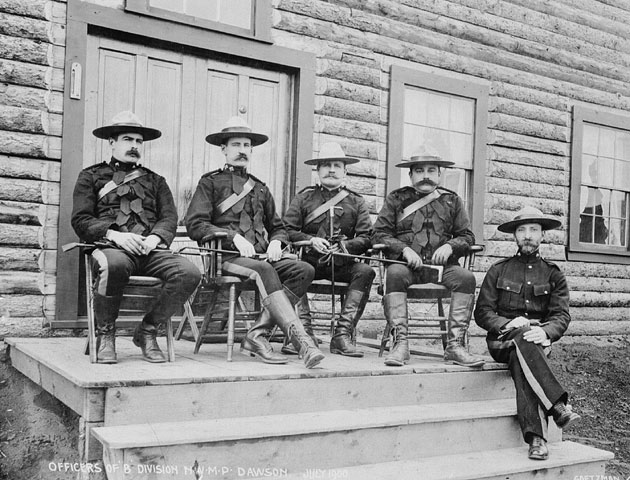
Az NWMP „B” hadosztályának tisztjei Dawsonban (1900)

A területet gőzhajóval is meg lehetett közelíteni, 2600 km-t utazva felfelé a Yukonon, de ez sem volt biztonságosabb megoldás: 1897 végén az alaszkai Fort Yukonnál egy gőzös a jég fogságába esett, utasait ki kellett menekíteni.
Az aranylázban becslések szerint százezer ember vett részt, 1898-ra 30 ezernek sikerült eljutnia Dawson Citybe. Az első népszámlálás alkalmával, 1901-ben már csak 9000 fő élt itt.
A klondike-it tartják a legbékésebb aranyláznak: a kanadai hatóságok, főként a rendőrség északnyugati egysége, a North West Mounted Police Sam Steele vezetésével, mindent megtettek, hogy a tömegrohamot biztonságos és törvényes keretek között tartsák. Megelőzendő az előző két évben Dawson Cityben kialakult helyzetet, csak azokat engedték be a yukoni területre, akik megfelelő mennyiségű (egy tonnányi!) élelemmel és felszereléssel rendelkeztek. (lásd: , ) A mounty-k ebben az időszakban szereztek hírnevet maguknak, amire szükségük is volt, a parlamentben ugyanis a megszüntetésük lehetőségét fontolgatták.

## Az aranyláz utóélete
- A klondike-i aranyláz legismertebb irodalmi krónikása Jack London volt (Fehér Agyar, A vadon szava, Aranyásók Alaszkában).
- Charlie Chaplin Aranyláz című filmje Klondike-ban játszódik.
- Az Alberta tartománybeli Edmonton városában rendezik meg a Klondike-i Napok (Klondike Days) elnevezésű nyári vásárt.
- Skagway közelében található az 52 km²-es területű Klondike Gold Rush Nemzeti Történeti Emlékpark.